# Årsta kyrka
Årsta kyrka är en kyrkobyggnad i Årsta i Stockholms kommun. Den tillhör Enskede-Årsta församling i Stockholms stift, är ritad av Johan Celsing och invigdes i augusti 2011 av biskop Eva Brunne. Byggnaden nominerades till Årets Stockholmsbyggnad 2012 och till Kasper Salin-priset 2012. 2013 tilldelades den Helgopriset.

## Bakgrund
Stadsdelen Årsta byggdes på 1940-talet, och redan då diskuterades ett kyrkbygge. År 1945 bildades Årsta kyrkostiftelse och 1952 invigdes en klockstapel, inköpt från Fyrunga församling i Västergötland. År 1969 stod ett församlingshus med plats för 112 personer klart, ritat av Göran Dahlstrand. I detta inrymdes en kyrksal med altare.
Efter många års diskussioner beslöt kyrkofullmäktige i november 2008 att bygga en kyrka i Årsta. Kyrksalen i församlingshemmet ansågs för liten för större evenemang och kommunikationerna mellan Årsta och församlingens andra kyrka, Enskede kyrka, ansågs vara dåliga. Byggarbetet påbörjades i april 2010.

## Kyrkobyggnaden
Årsta kyrka är byggd med tegelmurar utvändigt och invändigt. På utsidan är teglet rödbrunt och invändigt är det vitslammat med vitglaserat tegel på nedre delen. Omkring 200 personer får plats i kyrkorummet. I anslutning till kyrksalen finns två mindre kapell. Kyrkorummet är kvadratiskt med 15,7 meters sida och är 10,5 meter högt utvändigt och 8,8 meter invändigt. Lågdelen är 4,9 meter lång, 4,6 meter bred och 3,6 meter hög. De bärande balkarna i taket är asymmetriska.
Enligt Celsings ursprungliga ritningar skulle den nya kyrkan vara fristående från församlingshuset, men församlingen ville att byggnaderna skulle hänga ihop. Därför tillkom ett slags kyrktorg eller foajé mellan kyrkans två byggdelar. Ursprungligen ville Celsing också låta ljuset komma in i byggnaden ovanifrån genom ljusbrunnar, men då han ansåg att själva byggnaden då skulle ta över uppmärksamheten från de kyrkliga funktionerna ändrade han ritningen till mer traditionella fönster.
| ”                | Detta är inte en kommersiell plats, utan en plats där avgörande ögonblick i folks liv ofta äger rum, till exempel vigsel och begravning. Därför ville jag inte att byggnaden skulle komma i centrum med "häftig" arkitektur och ta fokus från de riter och möten som sker inne i den. | „ |
| – Johan Celsing, | |   |